# Anneville-en-Saire
Anneville-en-Saire è un comune francese di 385 abitanti situato nel dipartimento della Manica nella regione della Normandia.

## Società

### Evoluzione demografica
Abitanti censiti